# Rationalisierung (Gesundheitswesen)
Unter Rationalisierung werden Maßnahmen zum Effizienz- und Produktivitätszuwachs verstanden, die das Ausschöpfen von Wirtschaftlichkeitsreserven ermöglichen. Rationalisierung zielt in der Ökonomie darauf ab, das Versorgungsniveau bei gleichbleibendem finanziellem Aufwand zu erhöhen oder bei geringerem finanziellem Aufwand das Versorgungsniveau zu halten. Maßnahmen sollten dabei grundsätzlich so gewählt sein, dass sie zieladäquat (effektiv) und gleichzeitig dazu führen, das Ziel mit möglichst geringerem Ressourcenverbrauch (effizient) zu erreichen.
Der medizinische Rationalisierungsbegriff bezieht sich sowohl auf organisatorische und verwaltungstechnische Abläufe als auch auf therapeutische und diagnostische Verfahren. Das Ausschöpfen von Wirtschaftlichkeitsreserven kann dadurch geschehen, dass Prozesse und Abläufe identifiziert und nicht mehr durchgeführt werden, die unwirksam, weniger wirksam als alternative Maßnahmen mit den gleichen Kosten oder nicht wirksamer als kostengünstigere Mittel sind.
Neben dem kontinuierlichen Verbesserungsprozess kann es somit auch um das Streichen von Leistungen gehen, doch lediglich solcher, die sich als strikt überflüssig ausweisen lassen. Die exakte Grenze zwischen Leistungen, die strikt überflüssig und solchen, die marginal wirksam oder sinnvoll sind, ist jedoch schwer zu bestimmen und empirisch und praktisch strittig.
Darüber hinaus dürfen medizinische Rationalisierungsmaßnahmen die Qualität der Versorgung nicht beeinträchtigt und auch die Interessen der Patienten nicht tangieren. Sie dürfen weder Notwendiges noch Nützliches vorenthalten, sondern lediglich die Verschwendung von Ressourcen unterbinden.

## Grenzen der medizinischen Rationalisierung
Rationalisierung stellt eine der Optionen dar, auf die steigende Ressourcenknappheit und zunehmenden Finanzierungsengpässe im Gesundheitssystem Deutschlands zu reagieren. Es wird davon ausgegangen, dass im Gesundheitssystem, sowohl was die Struktur und Prozesse, aber auch was die angebotenen gesundheitlichen Leistungen betrifft, noch Rationalisierungspotenziale vorhanden sind.
Eine kritische Betrachtung sieht in den Rationalisierungsbestrebungen jedoch nur einen einmaligen Effekt auf die Gesundheitsausgaben, aus welchem Grund die Ressourcenknappheit nicht behoben, sondern nur reduziert oder abgemildert werden kann. Eine Schwierigkeit der Rationalisierung ist es, dass sie häufig methodisch aufwendig ist, einer strukturellen Veränderung der Ressourcenverwendung bedarf und Steuerungsdefizite aufweist, wodurch die Wirtschaftlichkeitsreserven nicht allesamt und nicht sofort auszuschöpfen sind. So führen Rationalisierungsmaßnahmen häufig zu einmaligen begrenzten und zeitlich versetzten Einsparungen. Die Ressourcensteuerung bewirkt häufig nicht, dass die notwendigen Veränderungen der Abläufe und der Strukturen gesucht werden.
Es wird somit bezweifelt, dass ein reines Ausschöpfen von Rationalisierungsreserven dafür sorgen kann, dass zukünftig allen Patienten die medizinischen Leistungen im bisher gewohnten Maße zur Verfügung stehen werden. Folglich ist man gezwungen, sich mit der grundlegenden Ressourcenausstattung der Institutionen vor dem Hintergrund von Rationierung und Priorisierung medizinischer Leistungen auseinanderzusetzen.

## Grenzen der Ergonomie
Einen Beitrag zur Rationalisierung will die Ergonomie schaffen, wobei ein Ziel der Ergonomie die ergonomische Arbeitsgestaltung ist, bei der es darauf ankommt, effizientes und fehlerfreies Arbeiten sicherzustellen. In der Praxis besteht jedoch die Gefahr, dass die Arbeitsbelastung sowohl psychisch als auch physisch durch rationalisierte und ergonomisch optimierte Arbeitsabläufe kontinuierlich ansteigt und zur Überbelastung führt.

## Rationalisierung und Rationierung
Angesichts des solidarischen Finanzierungssystems des deutschen Gesundheitswesen, findet man in der Gesundheitspolitik häufig das Prinzip: Rationalisierung vor Rationierung. Dies bedeutet, solange es Rationalisierungspotenziale und Effizienzreserven gibt muss rationalisiert werden, bevor politische und gesellschaftliche Entscheidungen über Leistungsbegrenzungen gefällt werden müssen. Die Zentrale Ethikkommission (ZEKO) bei der Bundesärztekammer warnt davor, Rationierung zu beginnen, obwohl Rationalisierungsreserven noch nicht ausgeschöpft sind, was dazu führen kann, dass bestimmten Patienten medizinische Maßnahmen verweigert, während gleichzeitig Gelder ausgegeben werden, die sich ohne Nachteile für die Patienten einsparen lassen.

## Kritik
Abseits von Rationalisierung und Rationierung gibt es Ansätze die eine Lösung aus der scheinbar natürlichen Ressourcenknappheit sehen. Sie verfolgen das Ziel, das solidarische Finanzierungssystem weiter auszubauen und umverteilende Effekte zu erreichen. Sie betrachten die knappe Ressourcenausstattung im Gesundheitsbereiche als „künstlich“ Geschaffen, da die Höhe der Ressource abhängig von der jeweiligen Steuergesetzgebung ist. Basierend auf dem Baumolschen Kosteneffekt gehen diese Ansätze davon aus, dass es auch im Gesundheitssystem Grenzen der Rationalisierbarkeit gibt und diese zu großen Teilen bereits erreicht sind. Eine Rationalisierung auf diesem Gebiet muss damit zu Qualitätsverschlechterungen der Versorgung führen. Die Lösung aus dem Problem der knappen Ressourcen liegt in diesem Ansatz dann weder in der Rationalisierung noch in der Rationierung. Die Umverteilung von Ressourcen aus dem produktiven in den sogenannten unproduktiven Sektor erscheint dann als Lösung aus der künstlichen Ressourcenknappheit.